# ایرن داروهازی-کارچیچ
ایرن داروهازی-کارچیچ (مجاری: Irén Daruházi-Karcsics; ۱۸ مارس ۱۹۲۷ – ۱۳ اکتبر ۲۰۱۱) ژیمناست هنری، و ژیمناست اهل مجارستان بود.